# 분기기

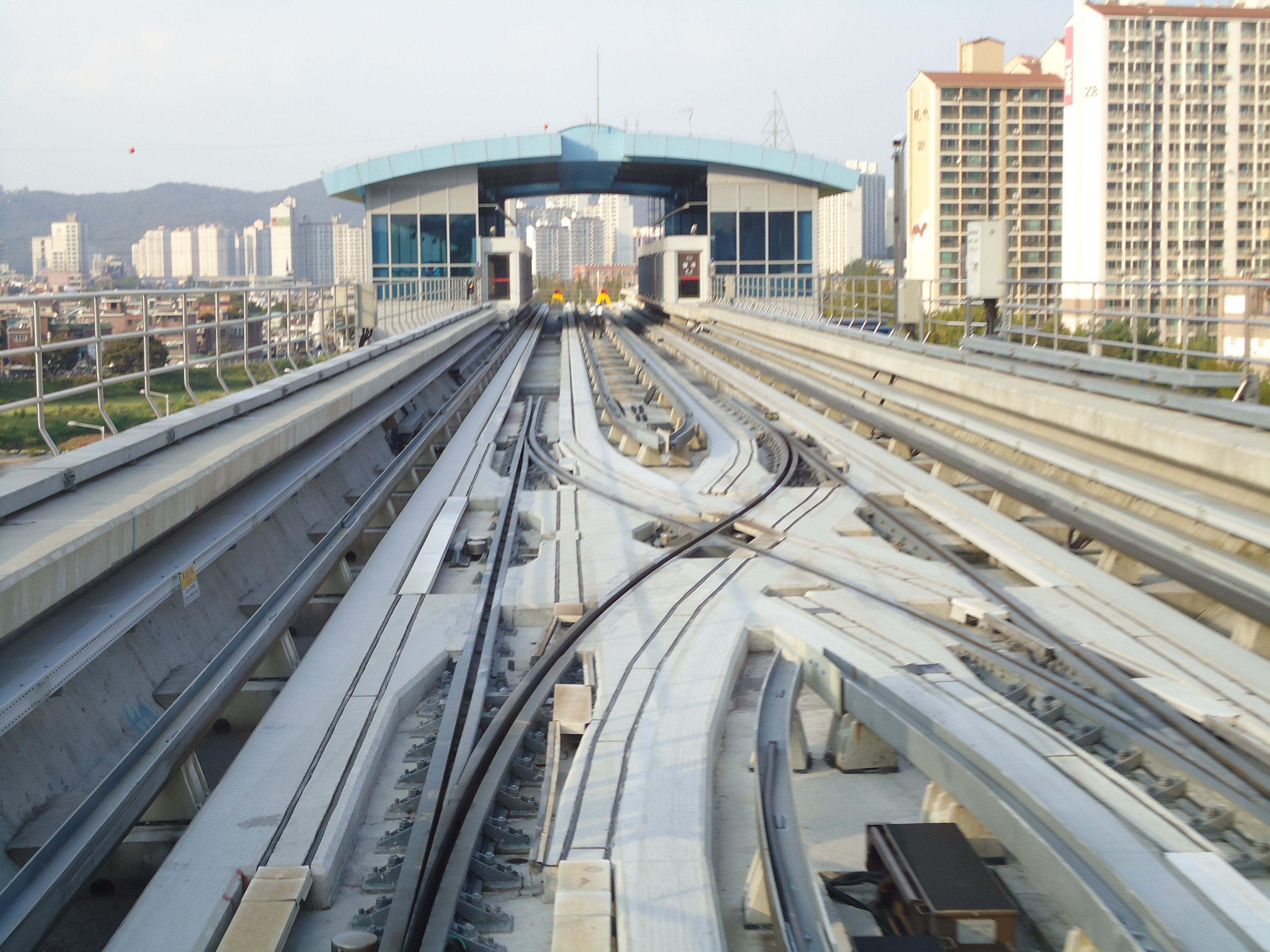
분기기의 동작 원리. 탑석역에서 찍었다.

분기기(分岐器, 영어: railroad switch)는 열차나 차량을 한 궤도에서 다른 궤도로 이동시키기 위하여 궤도상에 설치한 설비를 말한다.

## 구성

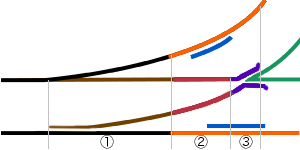
분기기의 구성
1 — 포인트부
2 — 리드부
3 — 크로싱부

분기기는 포인트(point)부와 리드(lead)부, 크로싱(crossing)부로 구성되는데, 선로가 분기된 지점에 설치한 장치를 포인트부라고 하며, 궤도가 완전히 분리되는 개소에 설치한 장치를 크로싱부라고 한다. 또한, 포인트부와 크로싱부를 연결한 부분을 리드부라 하며, 크로싱의 반대 측에서 차륜을 유도하는 장치를 가드 레일(guard rail)이라 한다. 이를 종합하여 분기기라고 한다.

## 일반철도 분기기 종류
일반철도의 분기기는 보통 분기기와 다이아몬드 크로싱, 특수 분기기로 구별된다.

### 보통 분기기
우선, 직선궤도에서 좌측 또는 우측으로 궤도가 벌어진 형상으로 분기되며 분기기의 기본 형식으로 되어 있는 편개 분기기(simple turnout)와 직선궤도에서 왼쪽과 오른쪽의 양측으로 동일한 각도로 분기시키는 양개 분기기(symmetrical turnout, curve turnout), 직선궤도에서 왼쪽과 오른쪽이 다른 각도로 분기되는 진분 분기기(unsymmetrical split turnout)가 있다.
다음으로 곡선 구간에서 원의 중심 쪽으로 분기하는 내방 분기기(turnout on inside of a curve)와 원의 중심에 대하여 반대쪽으로 분기되는 외방 분기기(turnout on outside of a curve)가 있다.

### 다이아몬드 크로싱
다른 선로가 평면으로 교차하는 부분을 다이아몬드 크로싱(Diamond Crossing)이라 부르는데 엄밀히 따지면 분기기라고 할 수는 없다. 그러나 분기기와 더불어서 부설되는 경우가 많기 때문에 분기기의 종류로 취급되기도 한다.

### 특수 분기기
특수 분기기는 서로 다른 분기기를 조합하거나 분기기와 다이아몬드 크로싱을 조합하는 방식으로 구성되는 분기기를 말한다. 우선, 복 분기기(double turnout)는 2개의 틀로 이루어진 분기기를 약간 물리어 종합시킨 구조의 분기기인데 한 궤도에서 다른 두 궤도로 분기시키기 위한 것으로 분기기를 약간 어긋나게 한 형태이다. 삼지 분기기(three throw turnout)는 한 궤도에서 다른 두 궤도로 분기시키기 위하여 2개의 틀의 분기기를 중합시킨 구조로 되어 있으며, 그러한 구조가 동일한 위치에 있는 것이 특징이다. 둘 다 2선의 분기기를 합체하여 3선으로의 분기를 가능하게 하려는 목적으로 설치된다.
승월 분기기(runover type turnout)는 분기선이 본선에 비하여 중요하지 않거나 분기선 사용 횟수가 드문 경우 분기선 레일에 진입하려는 차바퀴가 텅레일 상에 있는 특수한 레일에 의하여 본선 레일을 타고 넘어가는 구조로 된 분기기이다.
싱글 슬립 스위치(single slip switch)는 다이아몬드 크로싱내에서 좌측 혹은 우측의 한 쪽에 건넘선을 붙여 다른 궤도로 이행할 수 있는 구조의 특수 분기기이며, 더블 슬립 스위치(doulbe slip switch)는 좌우측 양방향에 건넘선을 붙여 다른 궤도로의 진입이 가능한 구조로 되어 있는 특수 분기기이다.
건넘선(crossover)은 인접된 2개의 궤도를 연결하기 위한 분기기로서 2조의 분기기를 서로 마주보게 하여 접속하는 일반궤도로 구성되는 부분을 가리킨다.
시저스 크로스오버(scissors crossover) 2조의 건넘선을 교차시켜 중합시킨 분기기인데 4조의 분기기와 1조의 크로스오버, 그리고 이것을 연결하는 일반 궤도로 구성되어 있다. 이 중 4조의 분기기가 동일한 번수로서 인접 궤도가 평행하는 구조로 되어 있는 것을 표준 시저스 크로싱이라 하며, 그 외의 것을 특수 시저스 크로싱이라 한다.
3선식 분기기는 궤간이 다른 두 궤도가 병용되고 있는 궤도에 이용된다.

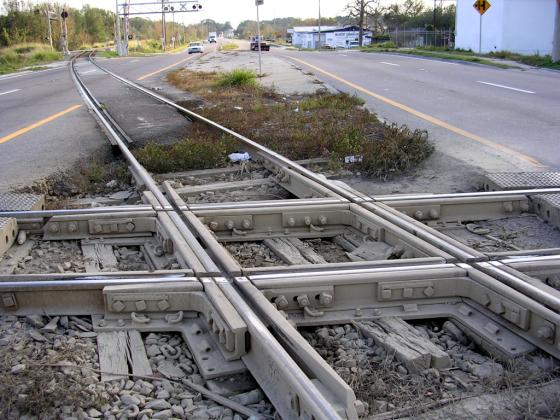
다이아몬드 크로싱
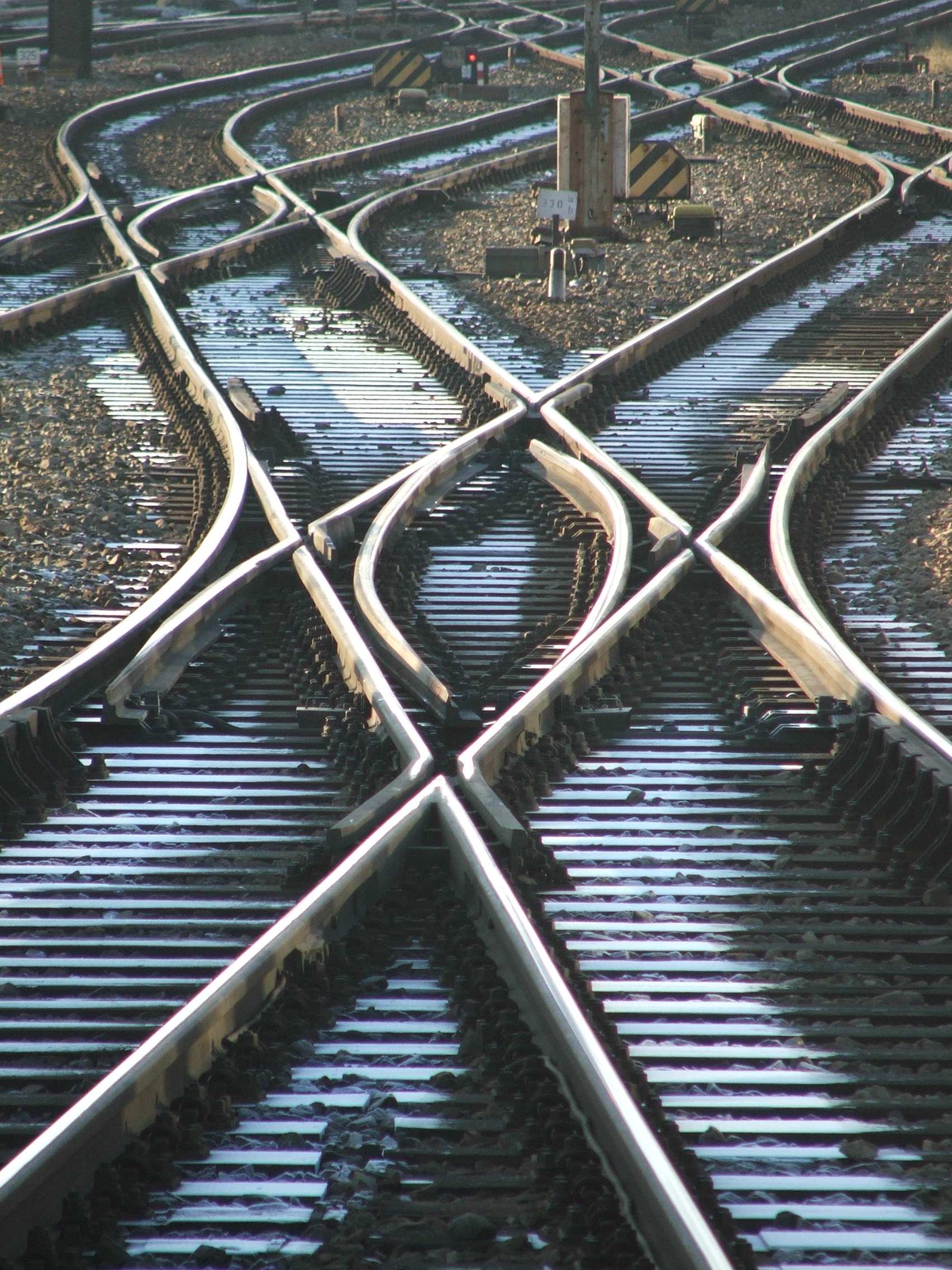
더블 슬립 스위치
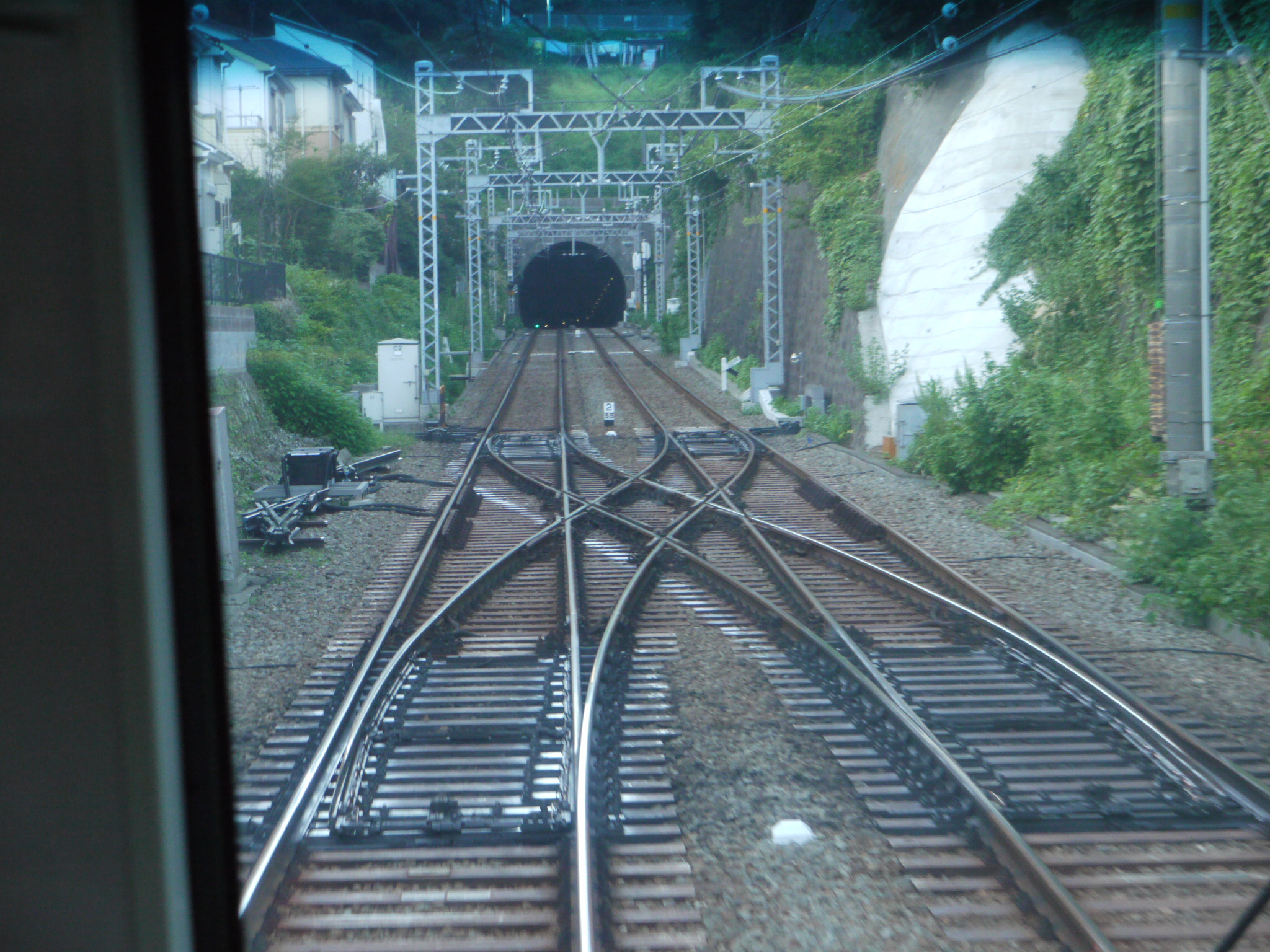
시저스 크로싱

## 고속철도 분기기
고속철도에서는 주로 노즈가동 분기기를 사용한다.

### 노즈 가동 분기기
노즈를 같이 좌우로 가동시켜 노즈 끝이 윙레일(날개레일)의 양측면에 밀착, 결선부분을 없애 원활한 차량이동을 가능하게 만든 분기기다.

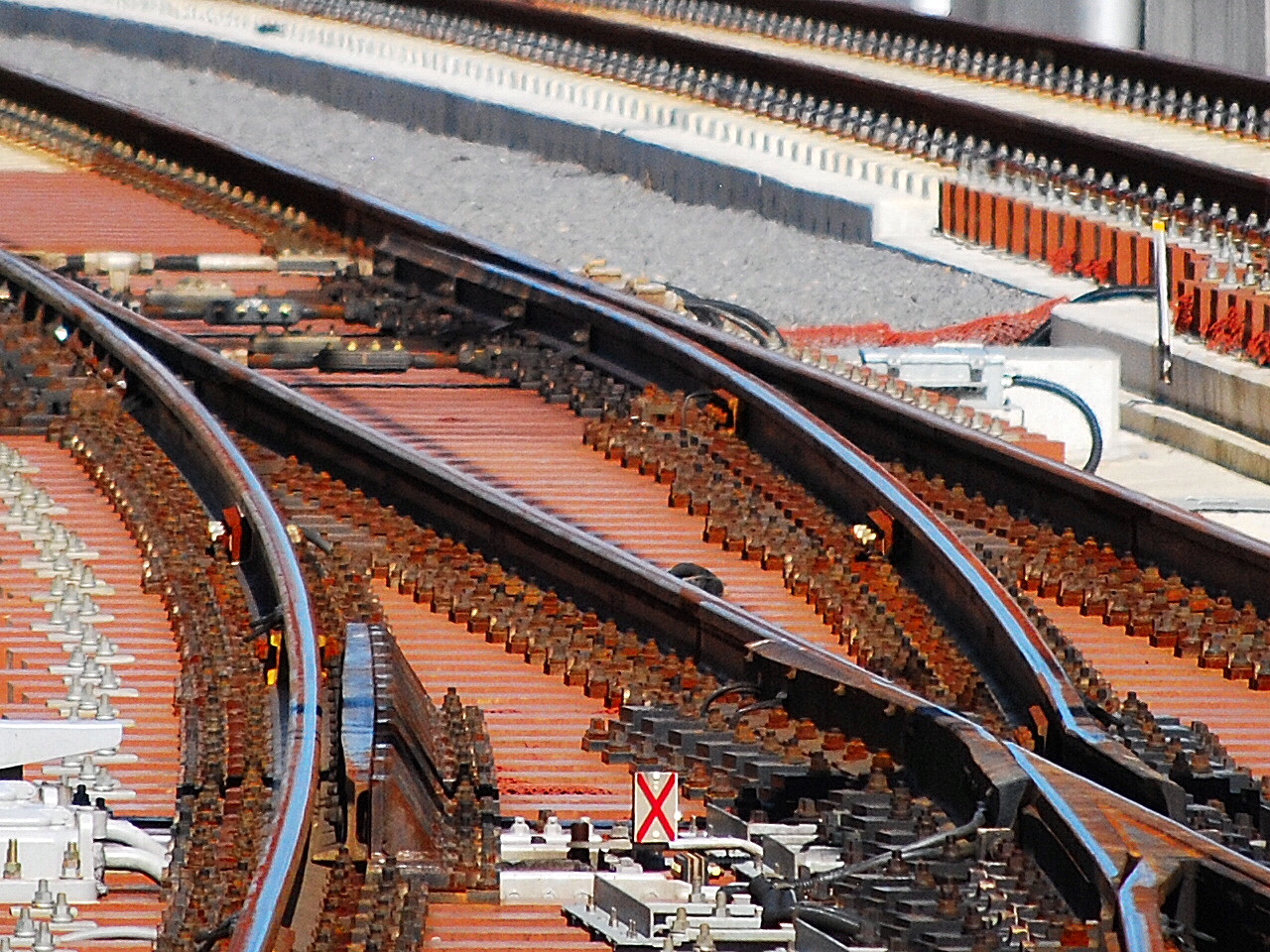
분기 전
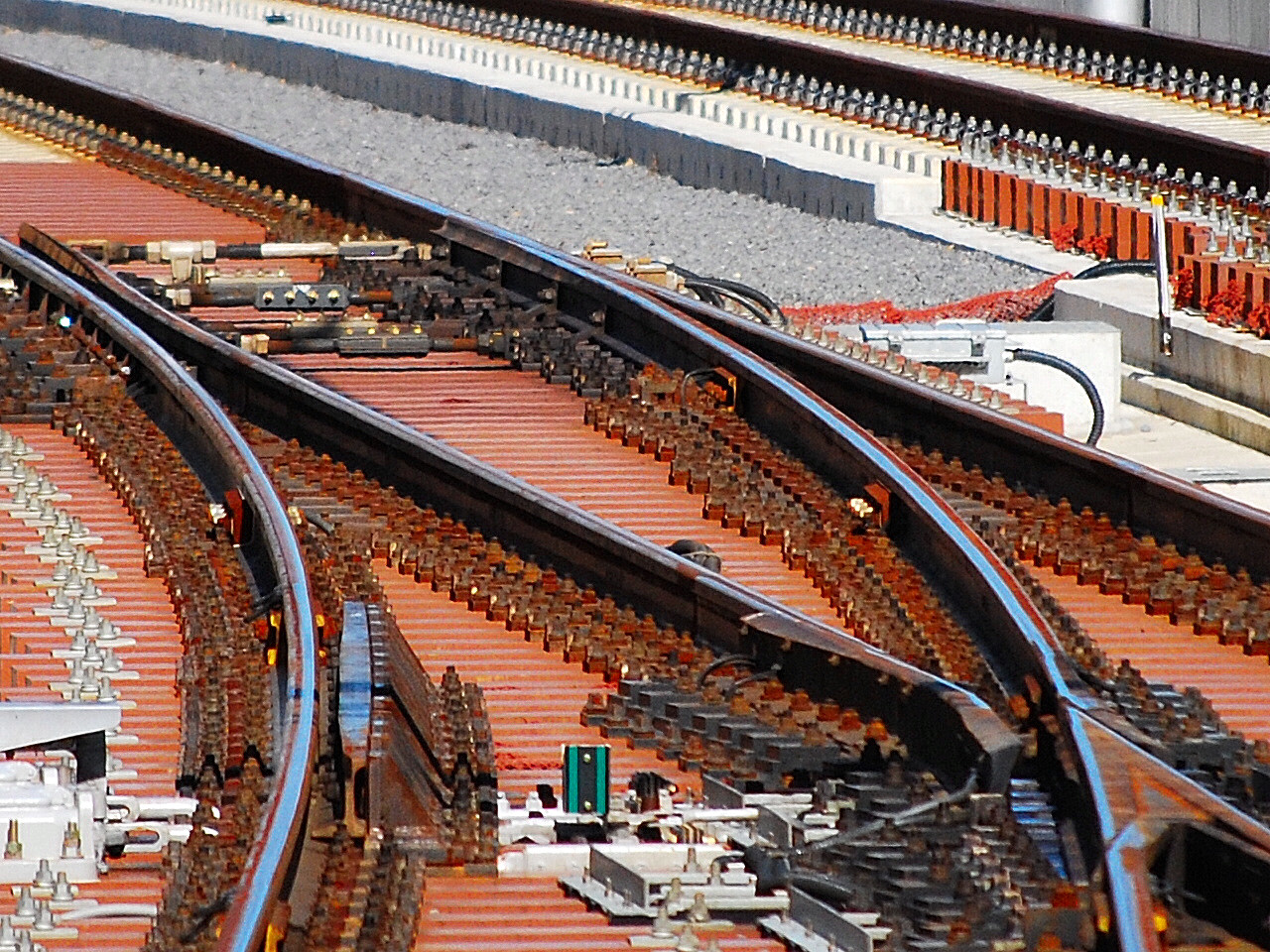
분기 후

## 노면전차 분기기
노면전차의 분기기는 선로와 함께 도로 내부에 매장되어있다.

### 일반 노면전차 분기기

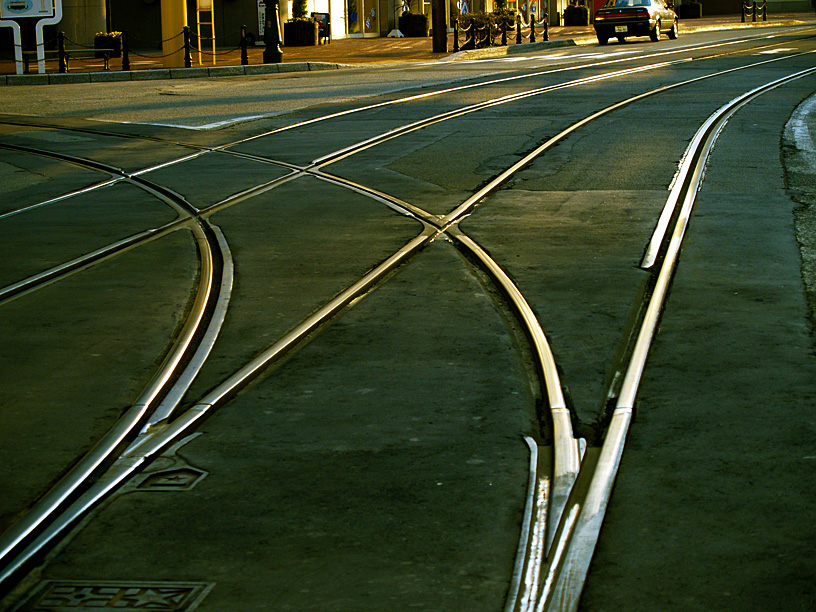
노면전차 분기기
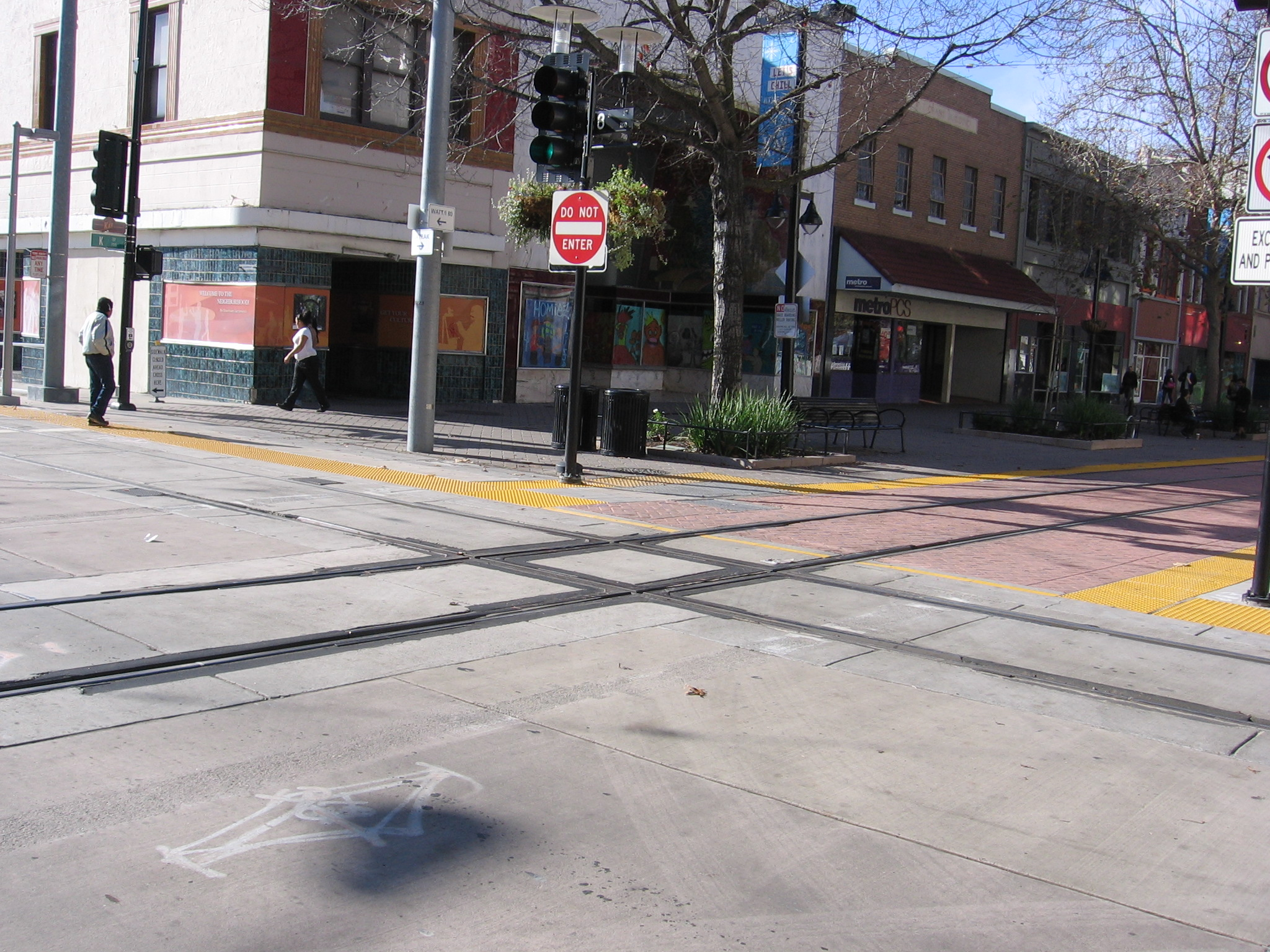
노면전차 다이아몬드 크로싱
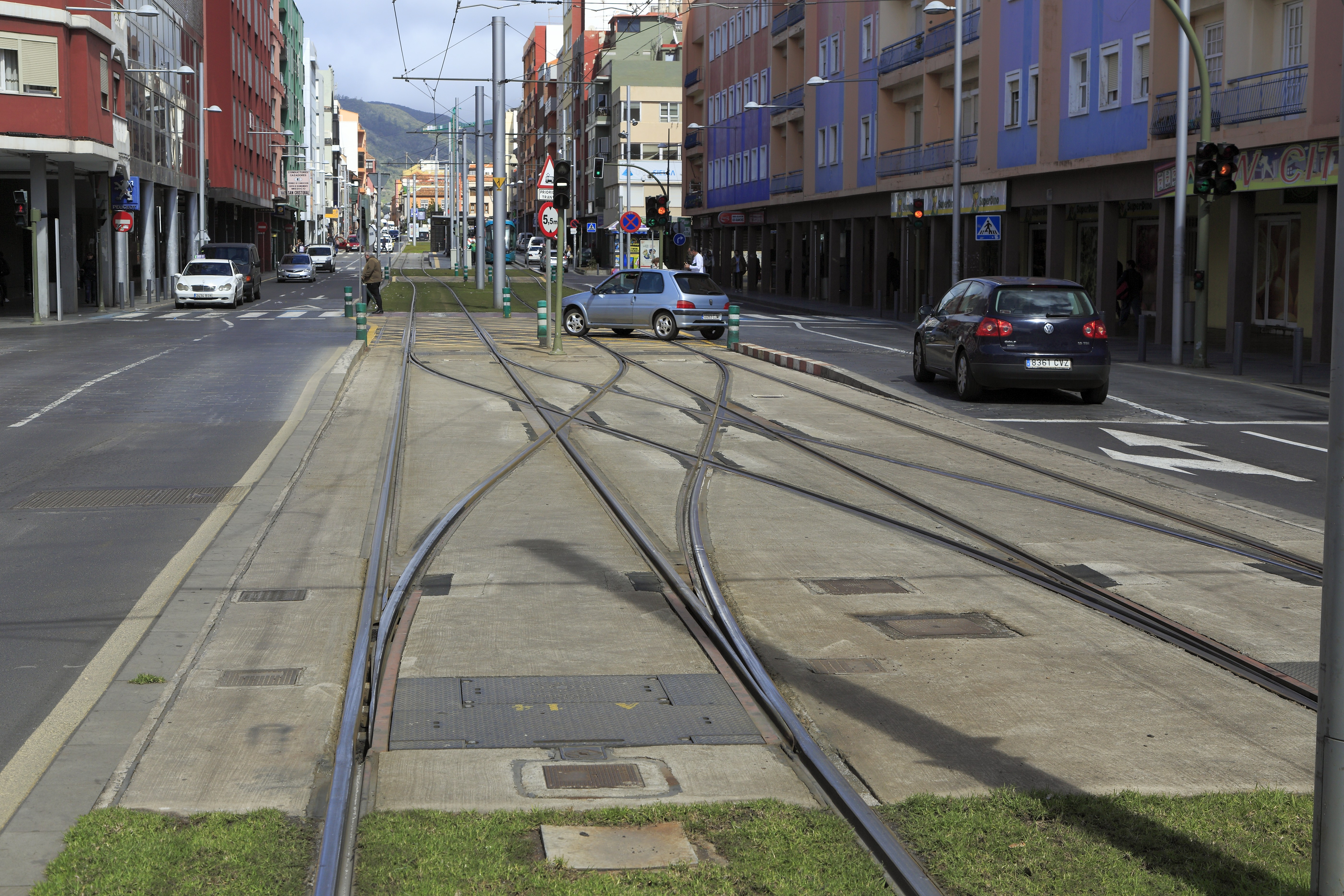
노면전차 시저스 크로싱

### 트랜슬로(고무차륜) 노면전차 분기기

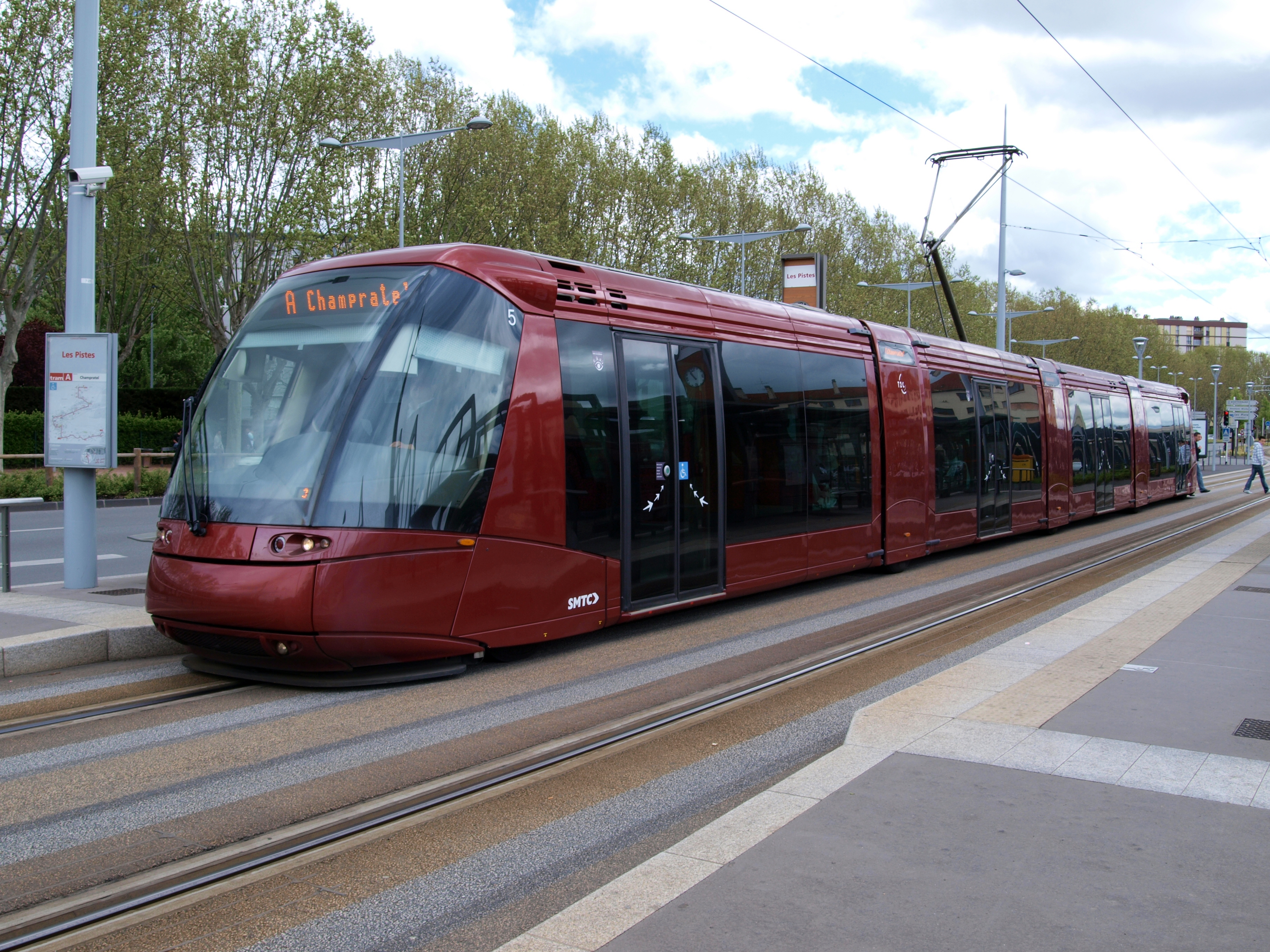
트랜슬로 노면전차
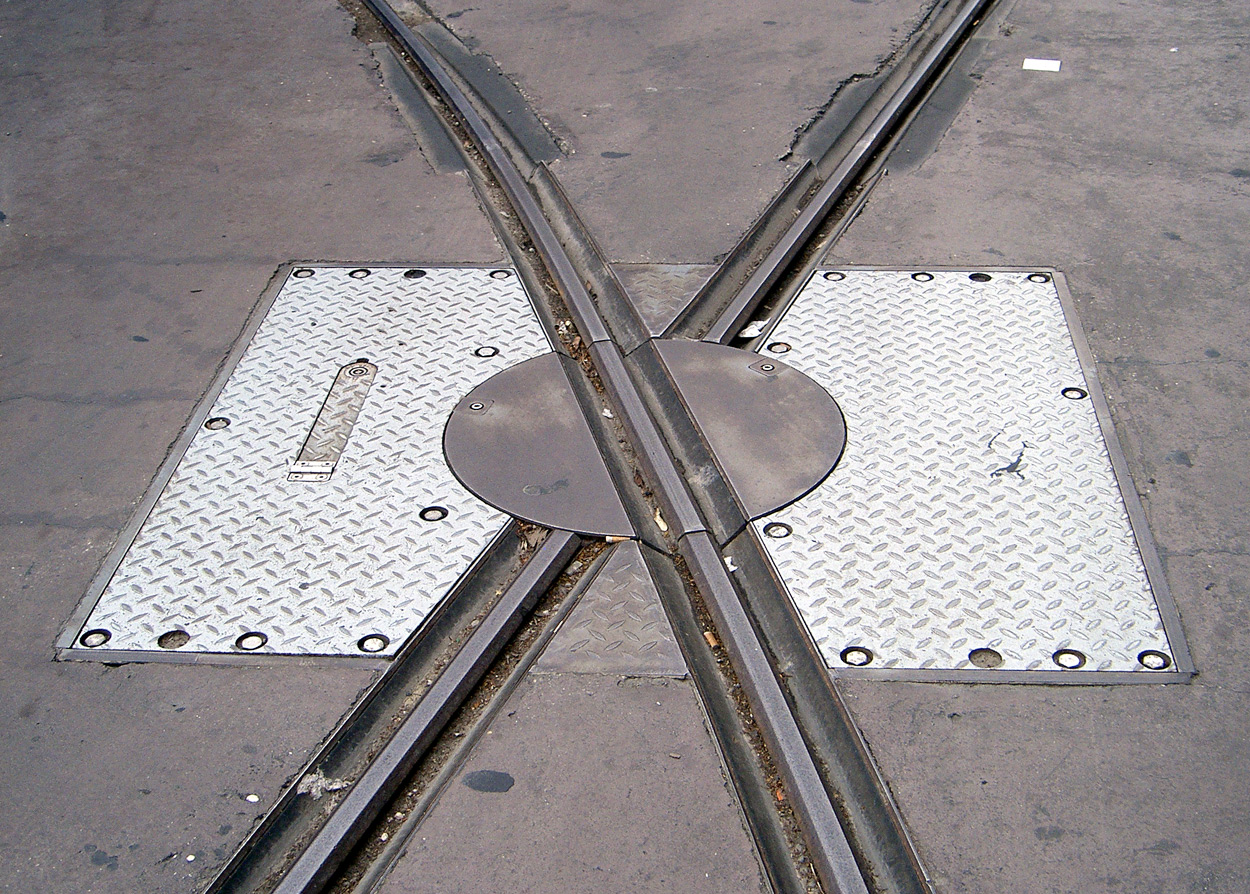
트랜슬로 노면전차 분기기

## 모노레일 분기기
모노레일도 철도로 분류되며 분기기도 존재한다.

### 과좌식 모노레일 분기기

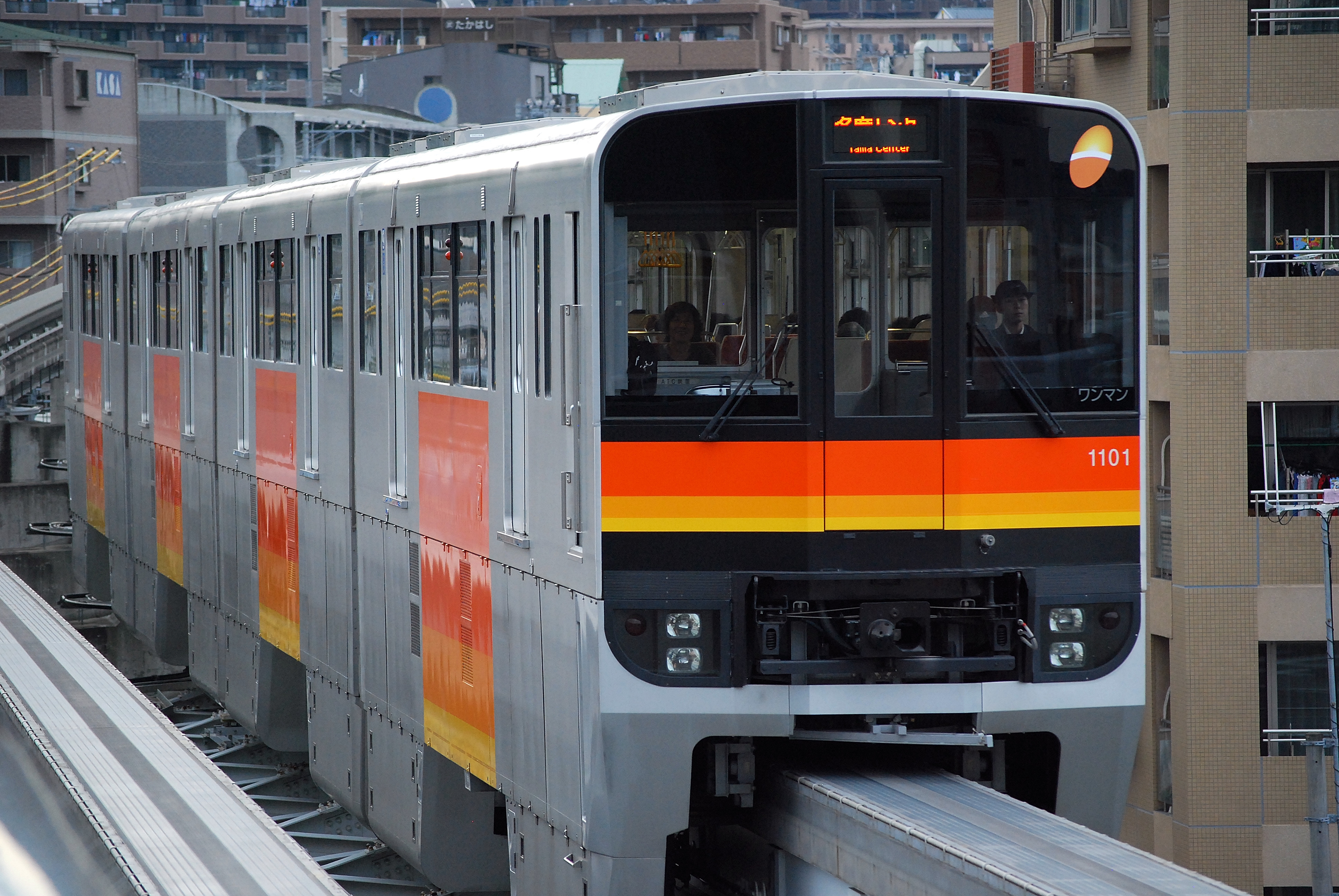
과좌식 모노레일 (日 타마 도시 모노레일)
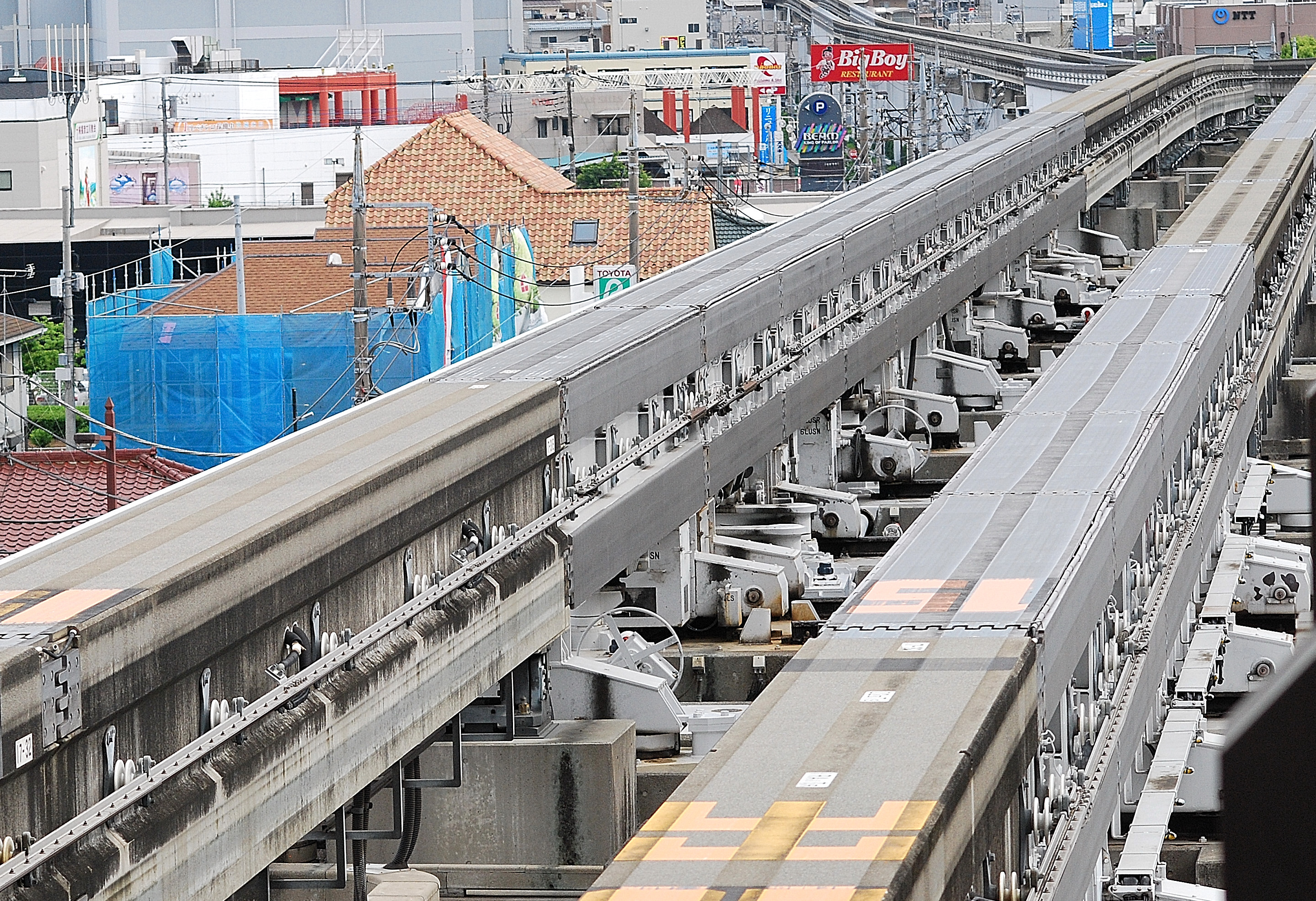
분기 전
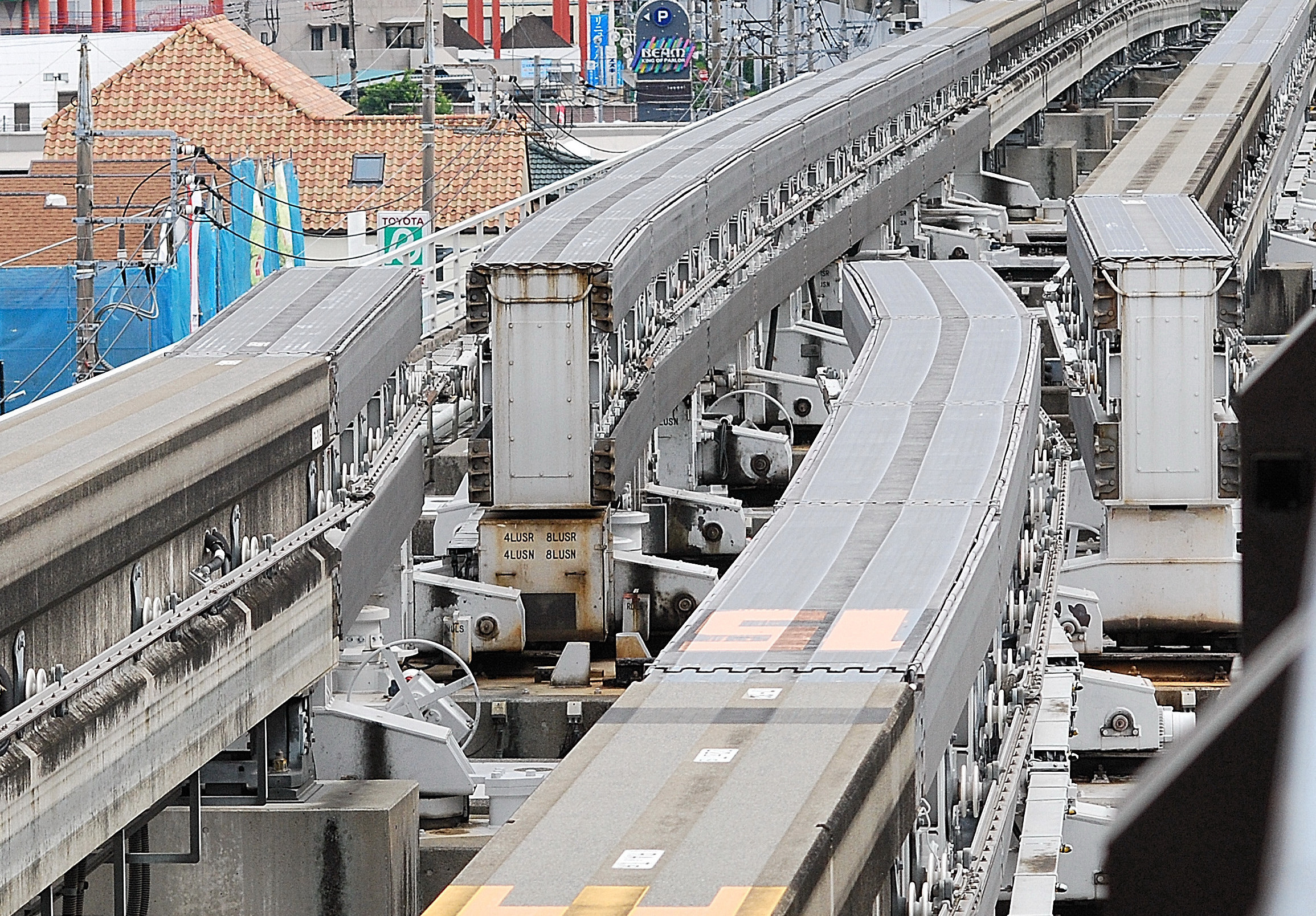
분기 중
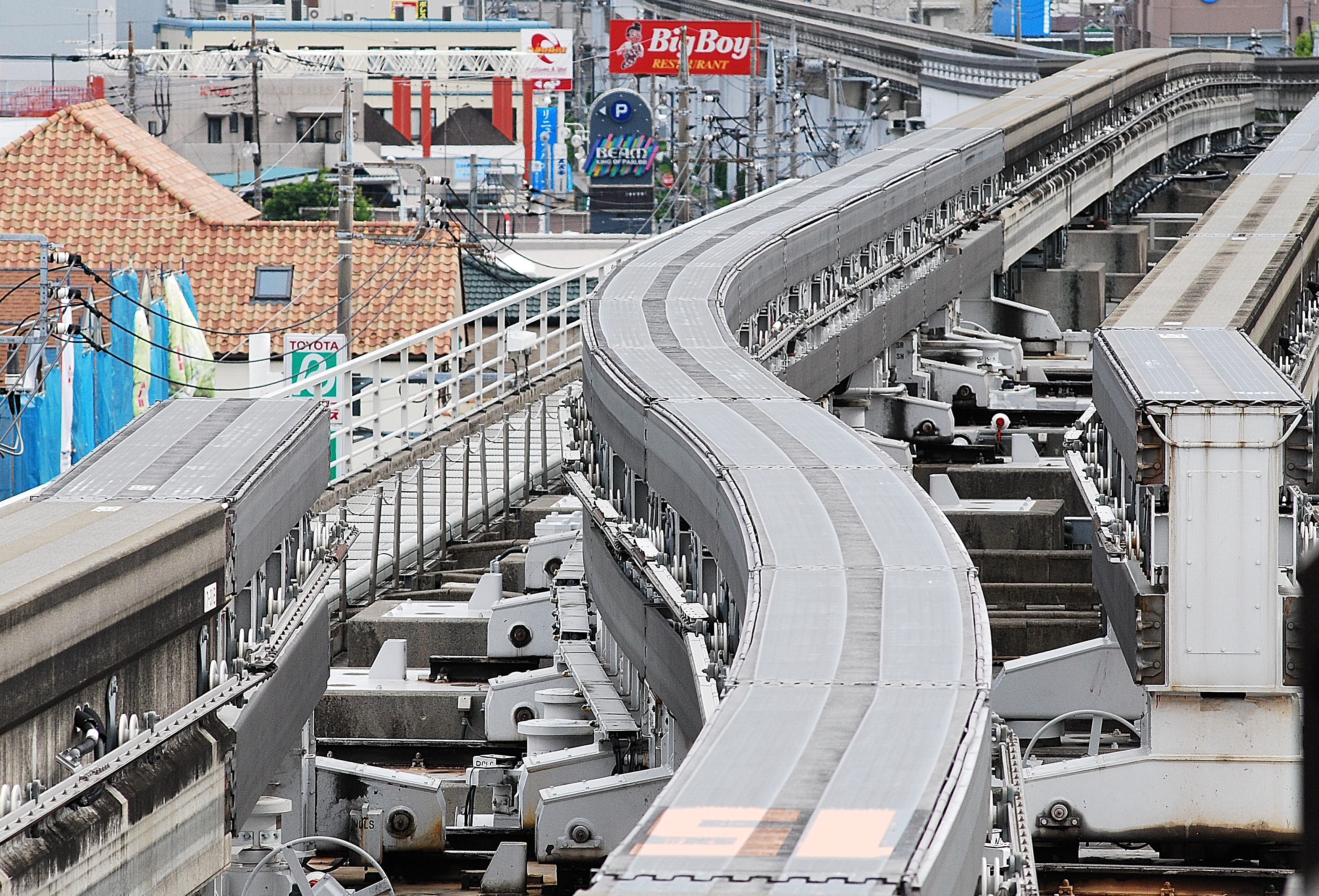
분기 후

### 현수식 모노레일 분기기

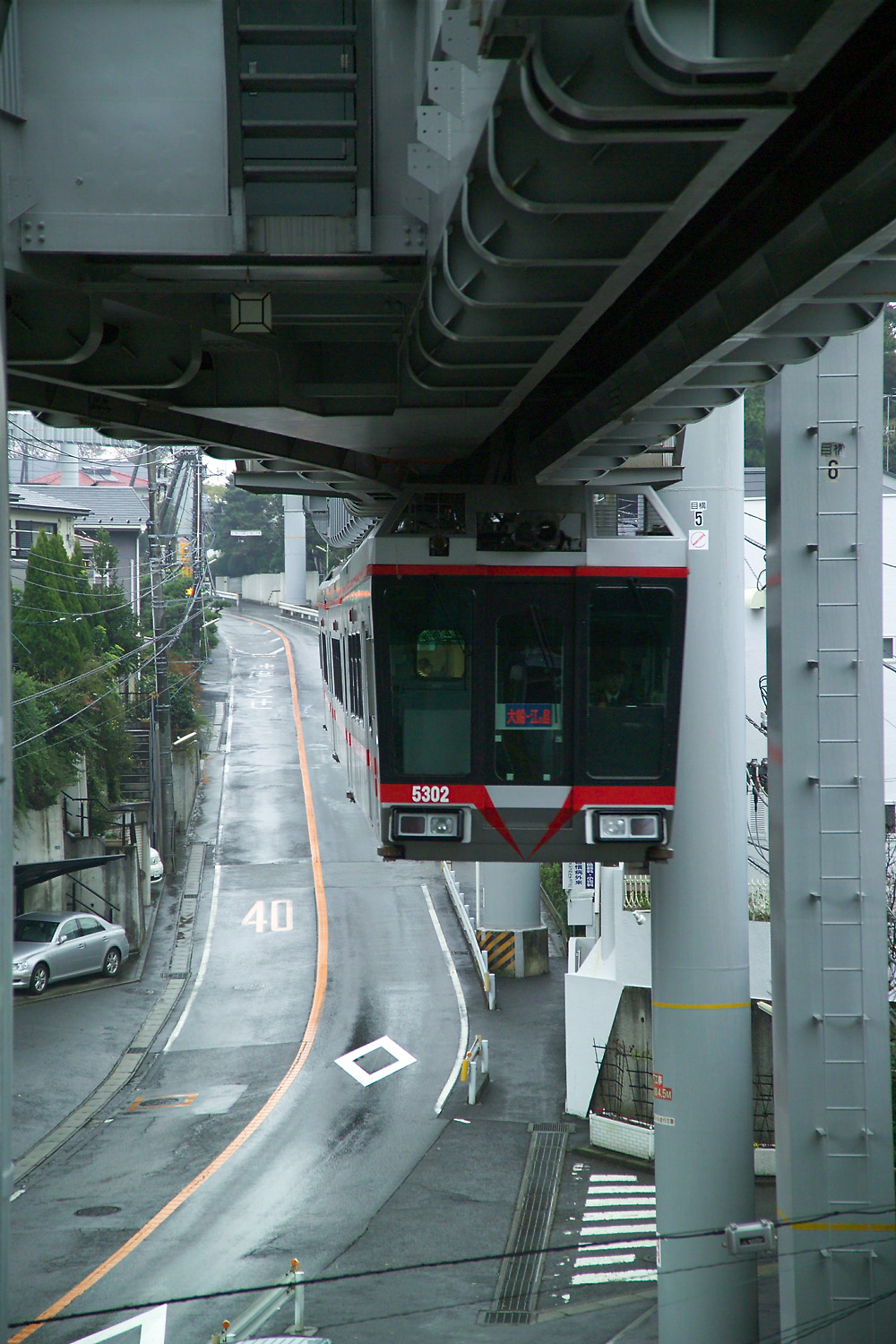
현수식 모노레일 (쇼난 모노레일)
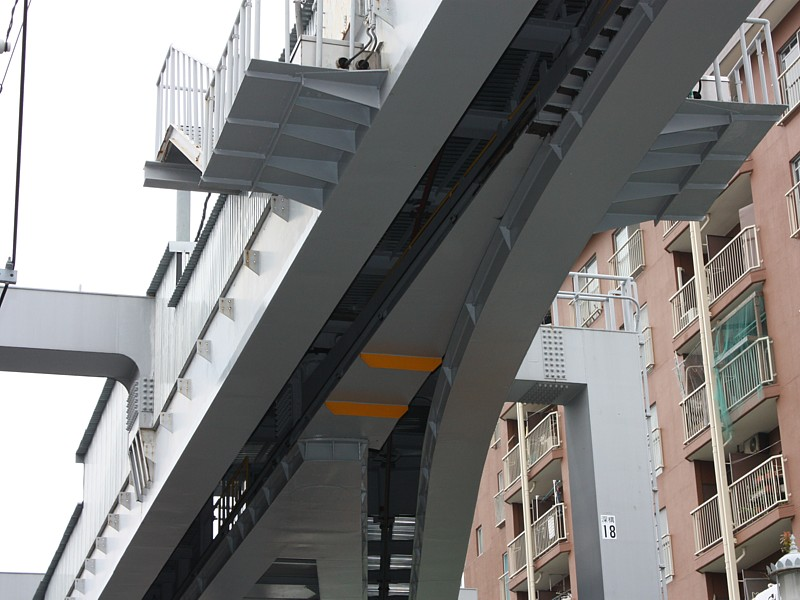
현수식 모노레일 분기기

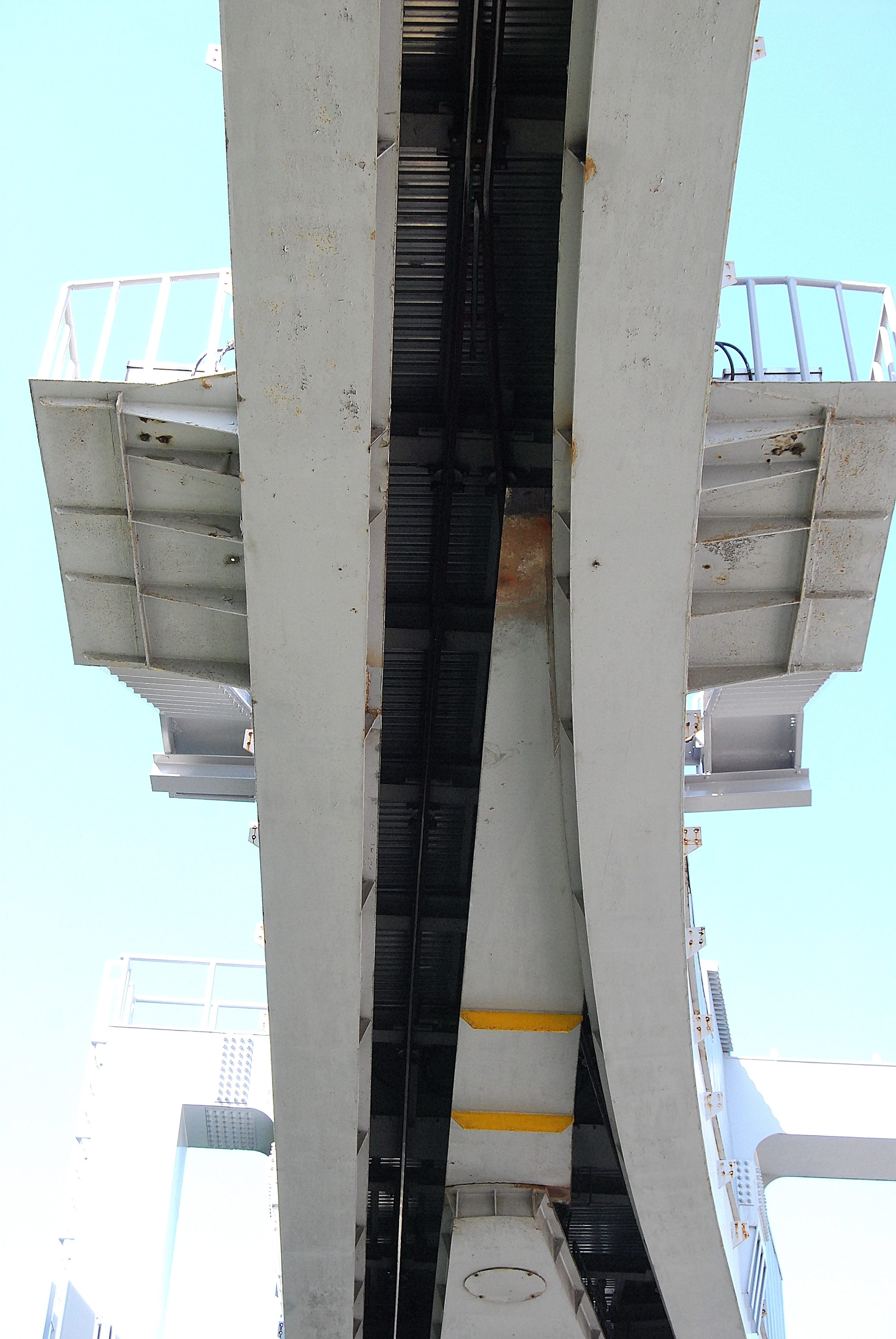
분기 전
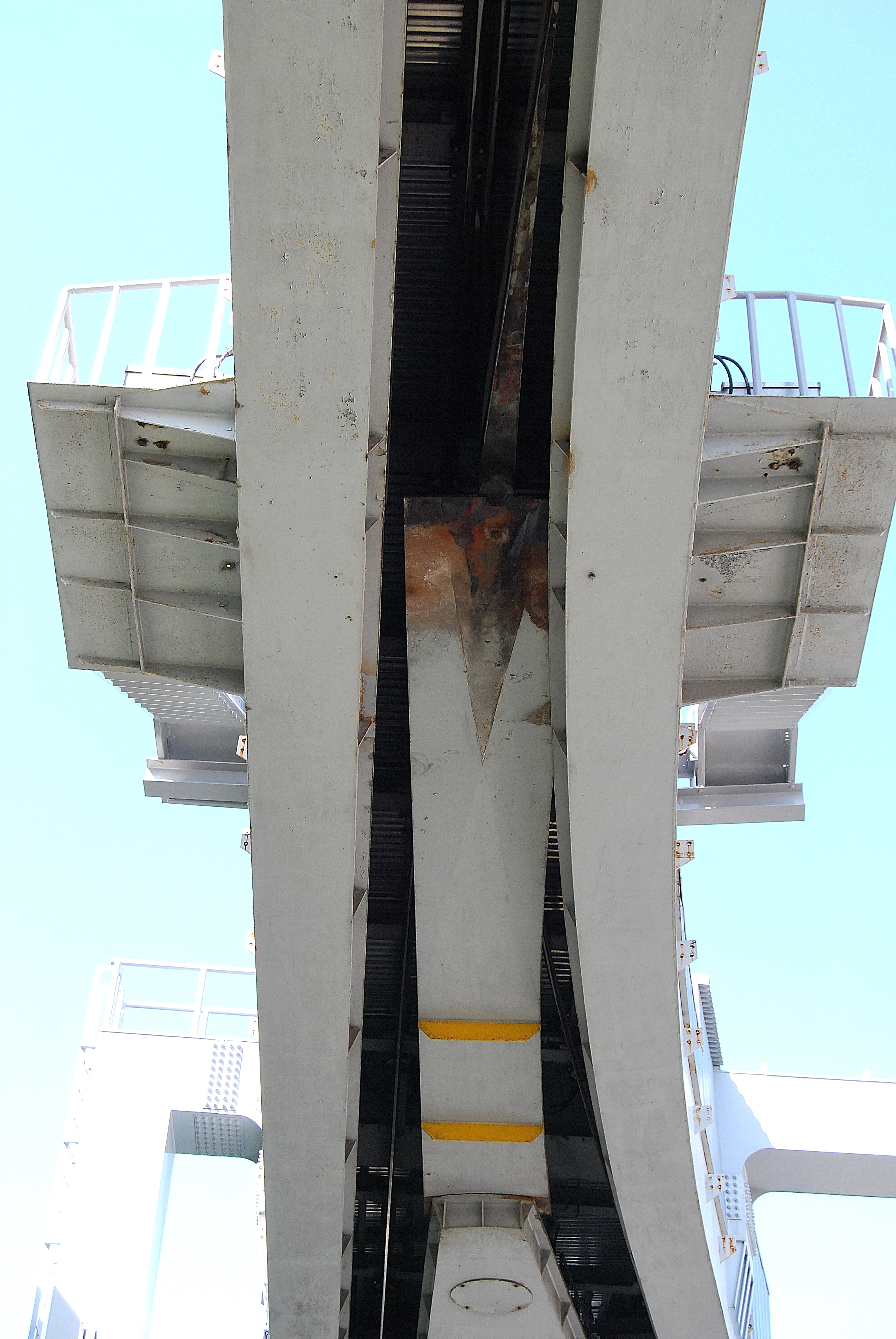
분기 중
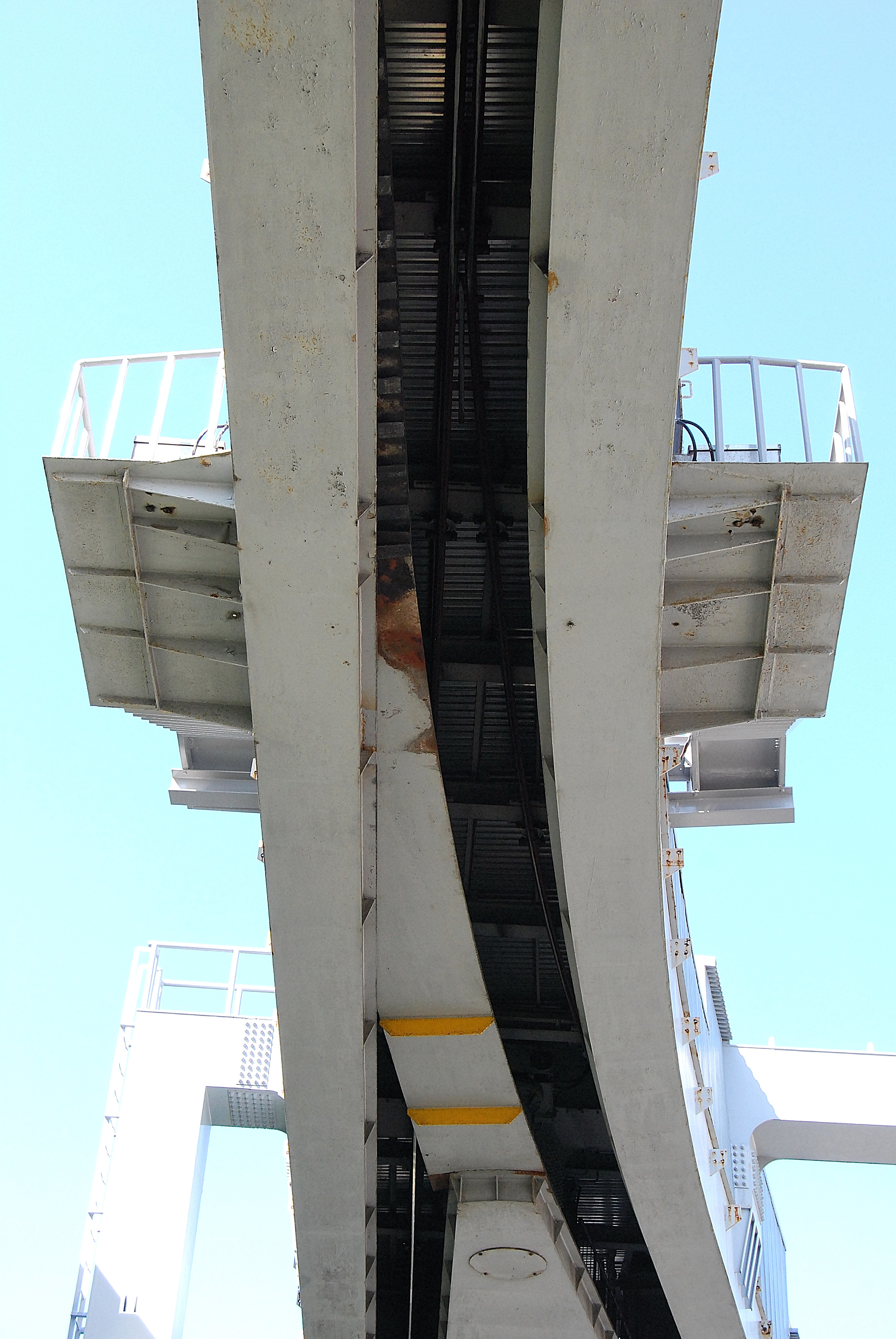
분기 후

## 대향과 배향
열차가 분기기의 분기 방향으로 진행하는 것을 대향이라 하며, 합류 방향으로 향하여 진행하는 것을 배향이라고 한다.

## 정위와 반위
선로전환기가 작동하지 않은 상태에서 열차가 진행하는 기본 방향이 정위이고, 선로전환기가 작동한 후에 향하는 방향이 반위이다.
설치 목적에 따라 유동적으로 변할 수 있는 방향체계이므로 선로전환기 작동 여부에 따라서만 구분한다.

## 특징
역 구내에는 많은 분기기가 복잡한 구조로 설치되어 있는데 가동부분의 작용이 까다롭다. 이 때문에 열차를 운행하는데 있어 가장 취약한 개소로 꼽히며, 사고 발생률도 높은 편이다.

## 참고 문헌
- 대한민국 철도청. 2004. 철도신호용어편람. 철도청(185쪽)
- 박재영, 홍원식, 전병록. 2011. 철도신호공학. 서울:동일출판사(96쪽 ~ 99쪽) (ISBN 978-89-381-0640-7)
- 新星出版社編集部. 2006. 鉄道のしくみ. 東京:新星出版社 (140쪽 ~ 143쪽)(ISBN 978-4-405-10653-6)

## 같이 보기
- 선로전환기